# 哈姆斯托夫
哈姆斯托夫是德国下萨克森州的一个市镇。总面积5.97平方公里，总人口904人，其中男性415人，女性489人（2011年12月31日），人口密度151人/平方公里。